# 패트릭 도일
패트릭 도일(Patrick Doyle, 1953년 4월 6일 ~ )은 스코틀랜드의 작곡가이다.

## 수상 후보 지명과 수상 내역

### 미국 아카데미상
- 1997: 《햄릿》
- 1996: 《센스 앤 센서빌리티》

### 골든 글로브 상
- 1996: 《센스 앤 센서빌리티》
- 1992: 《환생》

### LA 비평가 협회상
- 1995: 《소공녀》 (수상)